# Sónoman
Sónoman es una historieta argentina, creación del artista porteño Osvaldo Walter Viola, más conocido como Oswal. Fue publicada por primera vez el 15 de diciembre de 1966 en la Revista Anteojito, el cual convirtió al protagonista homónimo en el primer superhéroe al estilo norteamericano realizado en la Argentina. Sónoman alcanzó los diez años de publicación ininterrumpida. Luego tendría reapariciones en las décadas de 1980 y 1990, pero ninguna de más de un año de duración. En 1975 ediciones de la Urraca publicó una revista íntegramente dedicada a Sónoman, de la cual solo salieron 2 números.

## Orígenes y características principales
Sónoman es el alter ego de León Hamilton. Sus poderes le fueron otorgados por científicos del Planeta Sono, una civilización más avanzada que la terrestre. Los mismos se basan en el «poder músico-mental», el cual le permite controlar a voluntad el sonido. Este poder está definido en forma muy vaga, y le permite a Sónoman, entre otras cosas, aumentar su fuerza hasta el equivalente de "tres rinocerontes embistiendo", convertir su cuerpo en una onda sonora (lo cual le permite desplazarse a gran velocidad), reducir su tamaño (incrementando su velocidad en el proceso), generar ondas de choque, incrementar la temperatura de objetos (excitándolos mediante ondas sonoras) y producir una amplia variedad de sonidos (tanto melodías como ruidos incómodos que inutilizan a sus oponentes).

## Personajes secundarios
La tira contó con un importante elenco de personajes secundarios, tanto en forma de villanos como de aliados. 
Entre los aliados de Sónoman se contaba al Hombre Museo, poseedor de un conocimiento enciclopédico de la Historia Universal, el Dr. H. H. Eclu, quien al momento de sacar sus conclusiones primero enunciaba las iniciales de cada palabra de su frase, como por ejemplo "E.H.H.M.", para luego decir "Este hombre ha muerto", o la poderosa Ágatha, una mujer con una alta sabiduría y conocimiento de las situaciones, fuente de toda respuesta a las consultas que tiene Sónoman. 
Los villanos eran personajes de características surrealistas. Estaba, quizá por sobre éstos, la gran villana de la boquilla y sus ojos y pestañas muy pintados y gruesos: Domina, quien tenía el poder sobre el agua, sus formas y movimientos, apareciendo en varios capítulos de Sónoman.

## Homenajes
La banda de rock Soda Stereo compuso una canción cuyo título es, precisamente, "Sonoman". La misma apareció en su disco Comfort y música para volar, el cual contiene imágenes interactivas del mismo.